# Mouz
Mouz (zapisywane jako MOUZ, wcześniej jako mousesports) – niemiecka drużyna e-sportowa założona w 2002 roku z siedzibę w Berlinie. Bierze udział m.in. w dyscyplinach Counter-Strike: Global Offensive, StarCraft II: Wings of Liberty, League of Legends. Odnosiła sukcesy między innymi na World Cyber Games 2002 (3. miejsce, dyscyplina Counter-Strike) oraz Electronic Sports World Cup 2005 (3. miejsce, dyscyplina Counter-Strike).

## Gracze

### Counter Strike 2
- Lotan  "Spinx"   Giladi
- Ludvig "Brollan" Brolin
- Ádám "torzsi" Torzsás
- Jimi "Jimpphat" Salo
- Dorian "xertioN" Berman
- Deenis "sycrone" Nielsen (coach)

### League of Legends
- Niklot „Tolkin” Stüber
- Ardian „nite” Spahiu
- Norman „Gistick” Kaiser
- Dennis „Obvious” Sørensen
- Patrick „Conjo” Jacobs[1]

### Rocket League
- Alex „Alex161” Ernst
- Maik „Tigreee" Hoffmann
- Linus „al0t” Möllergren[2]

### Street Fighter V
- Ben „ProblemX” Simon[3]

### Starcraft II
- Gabriel „HeroMarine „Segat[3]

### Trackmania
- Florian „oNio” Roschu[3]

### FIFA 19
- Mario „elast1Cooo” Pflumm[3]